# 賴甘霖
賴甘霖（西班牙語：Andrés Diaz de Rábago Perez，1917年10月3日—2022年6月15日），天主教耶穌會西班牙籍神父、傳教士、學者。賴甘霖神父曾在中國、菲律賓、東帝汶、和臺灣服務，且經歷過西班牙內戰、國共內戰、東帝汶獨立運動、以及台灣戒嚴時期。因適逢國共內戰，在中國四處奔走，最後逃往菲律賓，後被調往東帝汶，最後來到台灣服務。自1969年開始在台灣奉獻。52年來，他在臺灣大學醫學院授課、探訪病友、協助古亭耶穌聖心堂的牧靈服事、在兒童主日學帶小朋友、擔任同學會輔導司鐸、照顧耶穌會會士們的健康。

## 生平

### 家庭背景
1917年，賴甘霖出生於西班牙加利西亞自治區。祖父瓦昆·安東尼歐是知名經濟學家、社會學家，也是社會主義者，在聖地亞哥-德孔波斯特拉大學教授社會學與希伯來文，寫了許多幫助農民脫貧和農村發展的文章。因為祖父投入關懷農業，父親自小耳濡目染，長大後也從事這方面的作為。祖父母離世後留下許多田地給父親安德助·迪卡茲(Andrés Díaz de Rábago y Aguiar )，但父親將田產售出，在加利西亞開沙丁魚罐頭工廠，幫助當地的居民處理多出來的漁獲量，也因為開了沙丁魚工廠，為當地居民提供許多工作機會。母親娜希紗(Narcisa Pérez Esteso)來自佩雷茲家族，主要從事製造與賣蠟燭的行業，到了她的祖父開始提供類似「農村銀行」的服務，幫助老百姓可以透過存錢來賺錢。而在父親與母親結婚後，他們承繼上一代人的理想，透過農村信貸及資金周轉，幫助農民降低種植風險，在收成後也有安全的地方存款。而這些作為都深深影響賴甘霖。

### 生長年代
1933年，西班牙的政局動盪不安，社會存在許多矛盾與意識形態對立，在就讀聖地牙哥大學醫學與外科學系的賴甘霖也深受影響，當時身旁的許多好友特別熱衷政治，而他則是選擇參加教會活動。1936年7月，西班牙內戰爆發，許多青年和軍官都戰死沙場，在1937年，賴甘霖加入志願軍，被分配到西班牙殖民地—摩洛哥軍營受訓，不久後就被銜命到西班牙打仗。到了1939年4月內戰結束，國家為了早日恢復國力透過密集課程讓學生趕緊畢業，賴甘霖就在1940年7月從醫學院畢業。

### 加入耶穌會
賴甘霖就讀的是耶穌會所辦的小學，所以從小就潛移默化到中國傳教的事情，但真正確定他要成為耶穌會教士是直到大學畢業前不久才決定。當時的他，有一個跟他感情很親密的女朋友，讓他在行醫和女友還有成為教士之中作抉擇，最終在教會避靜五天之後，他認清自己的內心想要成為教士，並在大學畢業後就進入西班牙薩拉曼卡初學院，在學習完如何成為教士後，在1947年與父母家人道別，前往當時社會動亂的中國北平傳教。值得一提的是，其中文名字是由一位中國神父—張雷所取，取天降甘霖以滋潤大地之意。因為在中國服務的惠濟良主教甫去世，修士們希望一位新的會士能承繼惠濟良主教的姓氏與初到中國之時的精神，故當時其名為惠甘霖。

### 漂泊歷程
1949 年2月6日，因國共內戰的情勢惡化，從安慶逃往上海。自中國共產黨掌握上海後，外籍傳教士開始被驅離，外籍傳教士紛紛以香港、澳門為跳板，前往台灣、越南、菲律賓和泰國等地，而賴甘霖遷往由西班牙殖民的菲律賓服務。在菲律賓服務時，於馬尼拉聖托瑪斯大學取得神學博士學位，加上在馬德里獲得的醫學博士，使其日後在台灣取得教授醫學倫理和拉丁文等課程的資格。之後被耶穌會調派至葡萄牙統治下的東帝汶服務，培養出許多東帝汶和平進步的公民領袖，如獲得諾貝爾和平獎的貝洛主教，帶領東帝汶獨立建國的古斯芒。

### 來台契機
賴甘霖來到台灣時已經52歲，當時耶穌會漸漸認知國際情勢下（回中國大陸）的機會渺茫，會士紛紛來台傳福音，離開中國已有20年的賴甘霖，再度踏上擁有中華文化的台灣，他決定用不同的形式，延續在華人社會傳道的目標，因為他昔日有在北平傳教，在台灣顯得相對適應。同時，1950-1960年代台灣便是中華省耶穌會遍地開花的時期，他們開始從中國轉移到台灣新竹等地，建立教堂以及學術機構，更推動山地服務，青年寫作等活動。賴甘霖神父1969年在耶穌會的安排下離開東帝汶，派遣到台灣繼續他的傳福音工作，初到台灣時他先在耕莘文教院住了一陣子，後來被送到新竹的華語學院補修中文，和其他來自17個國家的修士，修女等學生學習。也因為有醫學背景，他被派遣到台灣大學醫學院教書，並接替美國籍的江建神父教授醫學倫理課。另外，因為在台灣沒有人姓惠，再經由西班牙高欲剛神父的建議後，改名為較多人姓的賴。

## 著作
- 賴甘霖，《愛如甘霖：賴甘霖神父自傳》，台北市，大塊文化，2020